# Финляндия на зимних Олимпийских играх 1988
На Зимних Олимпийских играх 1988 года Финляндию представляло 53 спортсмена (46 мужчин и 7 женщин), выступивших в 7 видах спорта. Они завоевали 4 золотых, 1 серебряную и 2 бронзовых медали, что вывело финскую сборную на 4-е место в неофициальном командном зачёте.

## Медалисты
| Медаль  | Спортсмен                                                              | Вид спорта         | Дисциплина                    |
| ------- | ---------------------------------------------------------------------- | ------------------ | ----------------------------- |
| Золото  | Марьо Матикайнен                                                       | Лыжные гонки       | Женщины, 5 км                 |
| Золото  | Матти Нюкянен                                                          | Прыжки с трамплина | Мужчины, малый трамплин       |
| Золото  | Матти Нюкянен                                                          | Прыжки с трамплина | Мужчины, большой трамплин     |
| Золото  | Матти Нюкянен Ари-Пекка Никкола Яри Пуйкконен Туомо Юлипулли           | Прыжки с трамплина | Мужчины, командное первенство |
| Серебро | Сборная                                                                | Хоккей             | Мужчины                       |
| Бронза  | Марьо Матикайнен                                                       | Лыжные гонки       | Женщины, 10 км                |
| Бронза  | Яана Саволайнен Марья-Лийса Кирвесниеми Марьо Матикайнен Пиркко Мяяття | Лыжные гонки       | Женщины, эстафета             |